# Market Overton
Market Overton est un village d'Angleterre situé dans le nord du Rutland, près de sa limite avec le Leicestershire. C'est aussi une paroisse civile, avec laquelle est comptée la population de Teigh depuis 2011. Au recensement de 2001, l'ensemble avait 494 habitants, et 584 en 2011.